# سوني رودس
سوني رودس (بالإنجليزية: Sonny Rhodes)‏ هو موسيقي أمريكي، ولد في 3 نوفمبر 1940 في سميثفيل في الولايات المتحدة.

## وصلات خارجية
- سوني رودس على موقع IMDb (الإنجليزية)
- سوني رودس على موقع ميوزك برينز (الإنجليزية)
- سوني رودس على موقع ديسكوغز (الإنجليزية)